# Copidognathus vulcanis
Copidognathus vulcanis is een mijtensoort uit de familie van de Halacaridae. De wetenschappelijke naam van de soort is voor het eerst geldig gepubliceerd in 1951 door Newell.